# Eryngium paniculatum
Eryngium paniculatum là một loài thực vật có hoa trong họ Hoa tán. Loài này được Cav. & Dombey ex F.Delaroche mô tả khoa học đầu tiên năm 1808.

## Hình ảnh

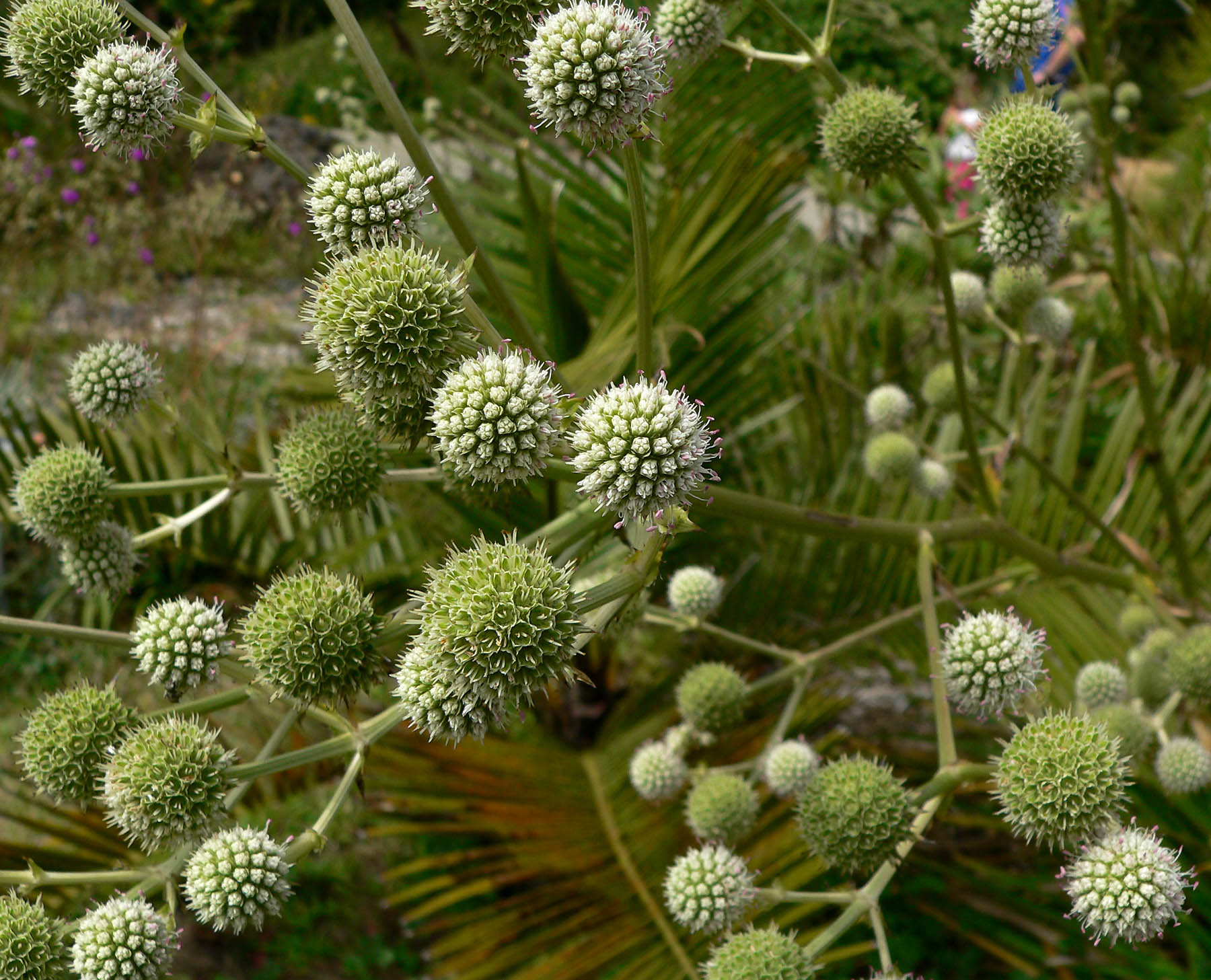
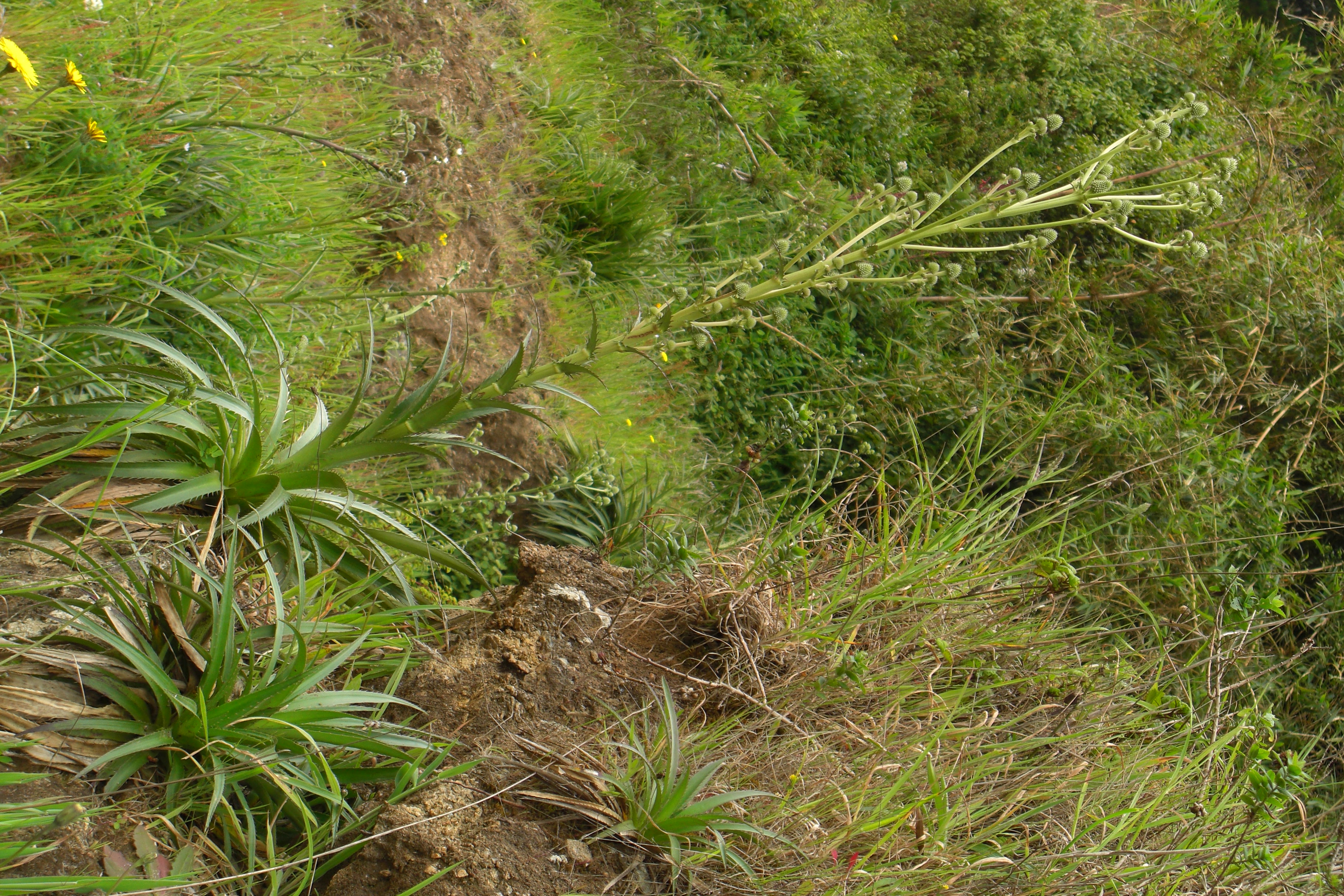
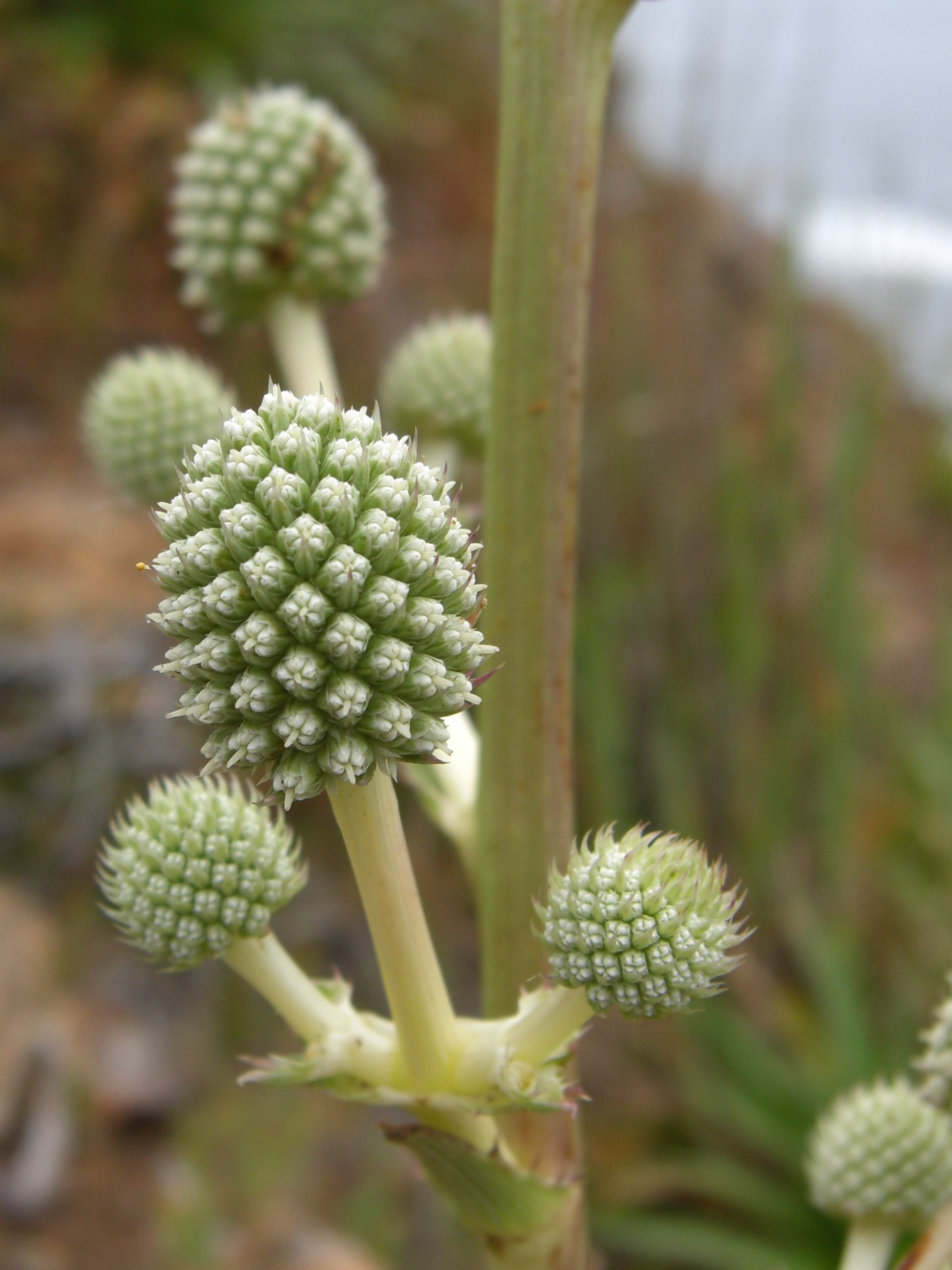
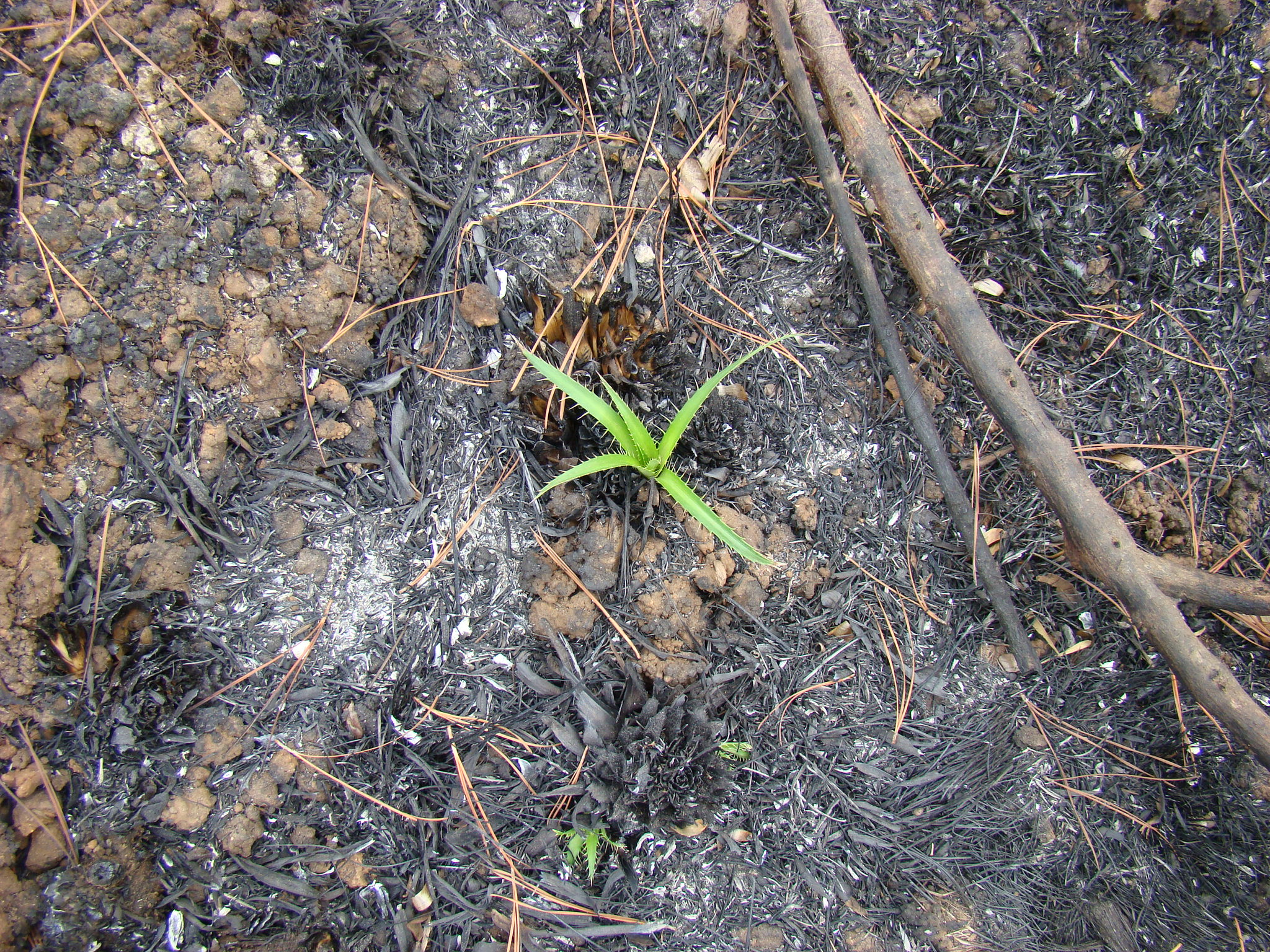